# Centradenia
Centradenia là chi thực vật có hoa trong họ Mua.